# 電通テック本社ビル
電通テック本社ビル（でんつうテックほんしゃビル）は、東京都中央区築地一丁目にあったオフィスビルである。電通築地ビルとも称する。丹下健三の設計により1967年に竣工。2002年に汐留の電通本社ビルが完成するまで大手広告代理店の電通が本社を置いていた。その後は子会社の広告制作会社電通テックの本社が入居していたが2014年9月に転出し、その後売却され電通グループの手を離れている。2021年に解体。

## 歴史
1933年（昭和8年）、電通は関東大震災により焼失した銀座7丁目の社屋の跡地に電通銀座ビルを竣工し、丸の内の仮住まいの社屋から本社機能を移した。この建物は当時の建築事情からみて大規模なものであったが、戦後の業容拡大により手狭になりつつあった。のちに5代目電通社長に就任した日比野恒次は、1963年2月8日の就任あいさつにおいて「本館（電通銀座ビル）には社員の半数しか収容できず、周辺に借りた6ヶ所のビルに分散し、経費の無駄と連絡の不便さが生じている」と述べている。
1958年8月に、丹下健三設計・竹中工務店施工により土佐堀川の畔に地下2階・地上9階の電通大阪支社ビルが起工され、1960年4月に竣工した。これと相前後して名古屋支社の増築や各地の地方支局が整備され、それらが一巡したのちに東京本社の新築が検討される段階に入った。1961年4月に大阪支社で開かれた事業予算会議で、当時の社長の吉田秀雄は東京都中央区築地一丁目の首都高速都心環状線沿いの土地約3,300㎡を買収し、総工費30億円を投じ、設計1年・施工3年をかけて地上9階・地下2階、延床面積33,000㎡の新社屋構想を明らかにした。当時の完成予想模型によると、下3層、上4層の中空に浮かせたフロアを2本のコアで支えるものであった。翌1962年1月に本社建築委員会が発足したが、吉田は着工を見ることなく、1963年1月に死去した。起工式が行われた1963年7月に建築基準法改正で31mの高さ制限が撤廃され容積率等による制限に移行したこと、また一部取得できずに残っていた土地の買収問題が1964年4月に解決したことにより、計画の大幅な見直しが図られた。東京都都市計画地方審議会に対し地上19階・地下3階、高さ80m（塔屋92m）の設計案を提出し、霞が関ビル、日本ビル・朝日生命大手町ビル・大和呉服橋ビルからなる常盤橋街区とともに1964年8月26日に特定街区第1号として認定をみたが、見積もりの結果、無柱設計による特殊な建材の採用等の理由により予算超過となることが明らかになり、地上13階・地下3階・塔屋2階、塔屋を含む高さ約60mを最終案とし、1965年10月に工事を再開、1967年5月に完成した。電通66周年の創立記念日にあたる1967年7月1日に本社機能を移転。銀座へのお礼と築地への挨拶の意味を込め、社長以下社員有志1200名あまりが電通銀座ビルから築地の新社屋にかけてパレードを行った。
さらにその後、本ビルも手狭になり、聖路加ガーデンなどにオフィスが分散していたが、1997年に東京都港区東新橋の汐留再開発地区に土地を取得。2002年11月に新たな本社となる電通本社ビルが竣工した。電通が本ビルから移転した後に、2003年5月に子会社の電通テックが入居したが、同社は2014年9月に、東京都千代田区内幸町の新幸橋ビルディングに移転。同年12月に、近隣の電通築地第二ビル、電通築地第三ビル、電通ワークスが所有する電通恒産第2ビルとともに住友不動産に売却された。築地一丁目地区再開発事業として、2021年現在解体作業が行われている。

## 建築
コンクリート製の柱梁の力強い造形が外観を特徴付け、1967年に第10回BCS賞を受賞している。
丹下は築地一帯に複数の超高層ビルを建て、それらを空中回廊でつなぐ「築地再開発計画」の構想を抱いていたが、結果としてこの構想は本ビル1棟にとどまった。その思想は本ビルと同じく1967年に銀座に完成した、丹下健三の設計による静岡新聞・静岡放送東京支社ビルに受け継がれている。